# リース・マクドナルド
リース・マクドナルド（Reece Macdonald、1997年12月10日 - ）は、ニュージーランド出身のラグビーユニオン選手。ジャパンラグビーリーグワンのNECグリーンロケッツ東葛に所属している。

## 経歴
ニュージーランドのマウント・マウンガヌイ出身。
2018年、地元のベイ・オブ・プレンティに加入した。
2019年、オーストラリア・シドニーのゴードンRFCに移籍。2022年には、ニューサウスウェールズ州大会であるシュートシールドで得点王になった。
2022-23シーズンから、アメリカ合衆国メジャーリーグラグビー（MLR）のニューイングランド・フリージャックスに所属。2季にわたりチーム優勝に貢献した。初年度は新人賞に選ばれ、2023-24シーズンではMLR年間最優秀バックスとオールMLRファーストチームに選出された。
2024年は、ニュージーランドのマヌワツに所属した。
2025年、アメリカ合衆国メジャーリーグラグビーのRFCロサンゼルスに加入。
2025年8月1日、ジャパンラグビーリーグワンのNECグリーンロケッツ東葛への加入を発表した。